# Râul Izvorul Bătrânei
Râul Izvorul Bătrânei sau Râul Izvorul Bârlaia este unul din cele două brațe care formează râul Strâmba. 